# Dinoloc
Dinoloc (en llatí Deinolochus, en grec antic Δεινόλοχος) fou un poeta còmic de Siracusa o d'Agrigent fill o potser deixeble de Epicarm (Epicharmus). Va viure al voltant de l'any 488 aC i va escriure 14 obres en dialecte dòric de les que només es coneixen alguns títols dels que es dedueix un predomini dels temes mitològics. El menciona Suides.